# Allmaniopsis
Allmaniopsis é um género botânico pertencente à família Amaranthaceae.

## Espécies
- Allmaniopsis fruticulosa